# Madison Parker
Madison Parker (születési nevén Fröschl Zsanett, Budapest, 1989. június 21. – ) magyar pornószínésznő.

## Életrajz
2007-ben lépett be a pornóiparba. Az egyik legkeresettebb pornószínésznő volt Európában a 2009-es esztendőben.